# Giuliana Minuzzo
Giuliana Minuzzo, född 26 november 1931 i Marostica i Veneto, död 11 november 2020 i Aosta i Valle d'Aosta, var en italiensk alpin skidåkare.
Minuzzo blev olympisk bronsmedaljör i störtlopp vid vinterspelen 1952 i Oslo och i storslalom vid vinterspelen 1960 i Squaw Valley.